# Разузнавателен самолет
Разузнавателните самолети са вид военни самолети, предназначени за извършването на въздушно разузнаване.
В ранния период на въздушното разузнаване самолети се използват за пряко наблюдение на противника и насочване на артилерията, но развитието на противовъздушната отбрана прави този метод труден за използване. Днес разузнавателните самолети се използват за фоторазузнаване, радиоелектронно разузнаване и разузнаване чрез измервания и следи, включително с предаване на информацията в реално време.